# Paul Baayens
Paul Baayens is een Nederlandse gitarist, die leadgitarist is in de deathmetalbands Hail of Bullets, Asphyx en Thanatos. Baayens is actief sinds 1993. Hij speelt vrijwel zonder uitzondering in droptuning en hij heeft een speelstijl die bestempeld wordt als oldschool deathmetal.

## Historie
Paul Baayens begint met gitaar spelen op dertienjarige leeftijd. Aanvankelijk begon hij als drummer, maar hij maakte al snel de overstap naar gitaar. In 1993 formeerde hij de band Cremation, waar hij naast gitarist ook de zanger in was. Met Cremation zou hij in totaal vier demo’s, één splitalbum en één album opnemen. In 2003 stopt de band Cremation. Baayens speelt dan al enige tijd in de Rotterdamse deathmetalband Thanatos, dat beschouwd wordt als een van de oudste deathmetal bands van Nederland, waar hij sinds 1999 deel van uitmaakt. Het was aanvankelijk de bedoeling dat het een reünieshow zou worden, met Baayens als invaller, maar door het succes besloot Asphyx door te gaan.
In 2006 voegde Baayens zich bij de eerste formatie van de band Hail of Bullets, met ex-Gorefest drummer Ed Warby, Thanatos gitarist Stephan Gebédi, ex-Thanatos bassist Theo van Eekelen en Asphyx en ex-Bolt Thrower zanger Martin van Drunen (tevens ex-Pestilence). Met Hail of Bullets boekt Baayens zijn grootste successen en speelt hij vrij kort na de oprichting op alle belangrijke metalfestivals van Europa en Amerika, waaronder Maryland Deathfest. Alle teksten van Hail of Bullets hebben te maken met oorlog, doorgaans over de Tweede Wereldoorlog.

## Discografie

### Met Hail of Bullets
2006-heden 
| Jaartal | Titel                      | Bijdrage |
| ------- | -------------------------- | -------- |
| 2007    | Hail of Bullets (demo)     | gitaar   |
| 2008    | ...Of Frost and War        | gitaar   |
| 2009    | Warsaw Rising (ep)         | gitaar   |
| 2010    | On Divine Winds            | gitaar   |
| 2013    | III: The Rommel Chronicles | gitaar   |

### Met Asphyx
2007-heden 
| Jaartal | Titel en bijzonderheden        | Bijdrage |
| ------- | ------------------------------ | -------- |
| 2008    | Death the Brutal Way (single)  | gitaar   |
| 2009    | Death... The Brutal Way        | gitaar   |
| 2010    | Live Death Doom (livealbum)    | gitaar   |
| 2010    | Live Death Doom (video)        | gitaar   |
| 2011    | Imperial Anthems (split)       | gitaar   |
| 2011    | Asphyx / Hooded Menace (split) | gitaar   |
| 2012    | Reign of the Brute (ep)        | gitaar   |
| 2012    | Deathhammer                    | gitaar   |

### Met Thanatos
1999-heden 
| Jaartal | Titel en bijzonderheden                       | Bijdrage                     |
| ------- | --------------------------------------------- | ---------------------------- |
| 2000    | Angelic Encounters                            | gitaar (lead)                |
| 2002    | Beyond Terror (ep)                            | gitaar                       |
| 2004    | Undead. Unholy. Divine.                       | gitaar (lead), gitaar (slag) |
| 2006    | The Burning of Sodom / ...And Jesus Wept (ep) | gitaar                       |
| 2009    | Justified Genocide                            | gitaar (lead)                |
| 2014    | Global Purification                           | gitaar                       |

### Met Cremation
1993-2003
| Jaartal | Titel en bijzonderheden             | Bijdrage     |
| ------- | ----------------------------------- | ------------ |
| 1995    | Waiting for the Sun (demo)          | zang, gitaar |
| 1997    | ...Rapture (demo)                   | zang, gitaar |
| 1998    | Necrophils against Cremation (demo) | gitaar, zang |
| 1999    | Sempiternal Hatred (demo)           | zang, gitaar |
| 2000    | Slave Grinder E.P. (split)          | zang, gitaar |
| 2002    | Retaliation                         | gitaar, zang |

## Uitrusting
Paul Baayens gebruikt voor al zijn bands andere instellingen van zijn apparatuur. Hij heeft endorsement deals met onder meer Ibanez en Amptweaker. Zijn vaste uitrusting bestaat onder meer uit:
- Ibanez RG2550
- Ibanez RG 7 snaar
- Ibanez RG T42
- Ibanez Falchion
- Ibanez Xyphos
- B.C.Rich Warlock
- BC. Rich Warlock NJ Necktru
- Richwood (akoestisch)
- Blackouts, EMG-elementen
- Marshall 1960 cabinet
- London City amps
- Marshall 800, Earforce
- Boss tuner 3
- Digitech Harmony Man
- Boss Wah wah
- Boss DDelay 3
- Shure GLX wireless system
- Boss EQ7
- Line 6 POD HD500X modeling effect processor
- Boss RV3
- Hardwire DL8 Delay Looper
- Boss Noise Suppressor